# Ralph J. Roberts (Geologe)
Ralph Jackson Roberts (* 31. Januar 1911 in Rosalia (Washington); † 10. August 2007)  war ein US-amerikanischer Geologe. Er war Experte für die Geologie von Nevada und aufgrund seiner Untersuchungen wurden dort große Goldfelder entdeckt.

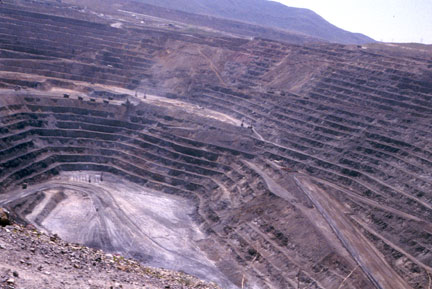
Goldstrike Mine, Carlin, Nevada

Roberts studierte Geologie an der University of Washington in Seattle mit dem Bachelor-Abschluss 1935 und dem Master-Abschluss 1937 und wurde 1948 an der Yale University promoviert. In seiner Dissertation, zu der auch die geologische Kartierung um den Antler Peak in den Battle Mountains in Nevada gehörte, führte er als früheste lokale Gebirgsbildungsphase das Antler Orogen ein, das im Karbon stattfand (Mississippium, frühes Pennsylvanium). Er war ab 1939 beim US Geological Survey, meist in Nevada und Utah, wo er die Gebirgsketten und ihre Entstehung und die Minerallagerstätten erforschte. Während des Zweiten Weltkriegs war er 1942 bis 1945 als Geologe in Zentralamerika. Eine Arbeit von 1960 führte im Ende zur Entdeckung einige der reichhaltigsten Goldvorkommen der USA (Carlin, Cortez-Battle Mountains) in den 1980er Jahren. Roberts, der 1981 den Geological Survey verließ, hatte an deren Entwicklung Anteil als Berater von Bergbaufirmen.
1972 bis 1978 war er als Berater an der Erforschung von Mineralvorkommen in Saudi-Arabien tätig.
1991 wurde er Mining Man of the Year des American Institute of Mining Engineering. 1983 erhielt er den Distinguished Service Award des Innenministeriums der USA und er erhielt den Distinguished Service to the Minerals Industry Award der Northwest Mining Association.
Ein Forschungszentrum für Wirtschaftsgeologie an der University of Nevada in Reno ist nach ihm benannt.